# Bronzfényű nektármadár
A bronzfényű nektármadár (Nectarinia kilimensis) a madarak osztályának a verébalakúak (Passeriformes) rendjébe, ezen belül a nektármadárfélék (Nectariniidae) családjába tartozó faj.

## Rendszerezése
A fajt George Ernest Shelley angol geológus és ornitológus írta le 1884-ben. Egyes szervezetek a Chalcomitra nembe sorolják Chalcomitra kilimensis néven.

## Alfajai
- Nectarinia kilimensis kilimensis (Shelley, 1885) - a Kongói Demokratikus Köztársaság keleti része, dél-Uganda, Kenya és észak-Tanzánia
- Nectarinia kilimensis arturi (P. L. Sclater, 1906) - dél-Tanzánia, Malawi, Mozambik, Zambia és Zimbabwe
- Nectarinia kilimensis gadowi (Bocage, 1892) - Angola nyugati része [1]

## Előfordulása
Angola, Burundi, a Kongói Demokratikus Köztársaság, Etiópia, Kenya, Malawi, Mozambik, Ruanda, Tanzánia, Uganda, Zambia és Zimbabwe területén honos. 
Természetes élőhelyei a szubtrópusi vagy trópusi síkvidéki és hegyvidéki esőerdők, szavannák, gyepek és cserjések, valamint szántóföldek és vidéki kertek. Állandó, nem vonuló faj.

## Megjelenése
Testhossza 12-24 centiméter, a különbséget a hím hosszú farok tolla okozza.
|  |

## Életmódja
Nektárral, rovarokkal és pókokkal táplálkozik.

## Szaporodása
Bokrokra készíti ovális fészkét.

## Természetvédelmi helyzete
Az elterjedési területe rendkívül nagy, egyedszáma pedig stabil. A Természetvédelmi Világszövetség Vörös listáján nem fenyegetett fajként szerepel.